# Kassenaufsicht
Als Kassenaufsicht wird eine Stelle, von der aus die Kassen eines Unternehmens oder eines Kaufhauses überwacht werden können, bezeichnet. 

## Zweck
Dies dient sowohl der Überwachung als auch dem Schutz der dort eingesetzten Mitarbeiter vor Diebstahl, Überfall usw. Auch die Arbeitszeiten werden i. d. R. von dort aus gesteuert und aufgezeichnet. Die Kassierer können per Funkschaltung die Kassenaufsicht über Vorfälle benachrichtigen und die dort arbeitenden Personen bei Unklarheiten um Hilfe bitten.

## Aufgaben
Zum Arbeitsbereich der Kassenaufsicht gehört die „Planung, Organisation und die Überwachung der Arbeitsabläufe des Kassenbereiches...., die Einsatzplanung der Kassierer und Kassiererinnen, die Einarbeitung von neuen Mitarbeitern und das Abrechnen der Kassen.“ Bei der Kassenabrechnung müssen die Bestände mit den Einnahmen verrechnet werden.